# 马兰藤属
马兰藤属（学名：Dischidanthus）是萝藦科下的一个属，为灌木或缠绕状灌木植物。该属仅有马兰藤（Dischidanthus urceolatus）一种，分布于越南、老挝、柬埔寨和中国南部。